# Gamelan

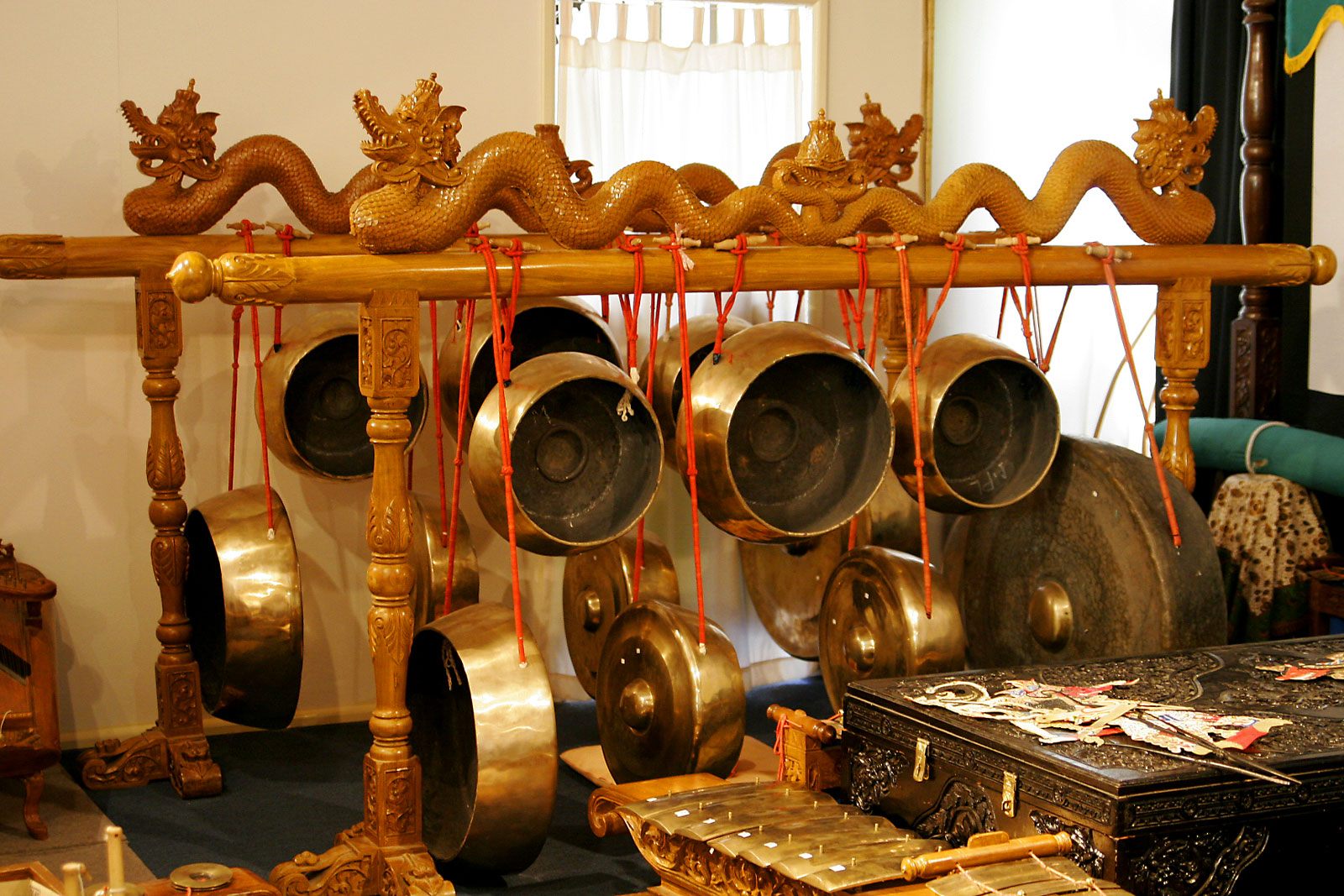
Part d'un Gamelan

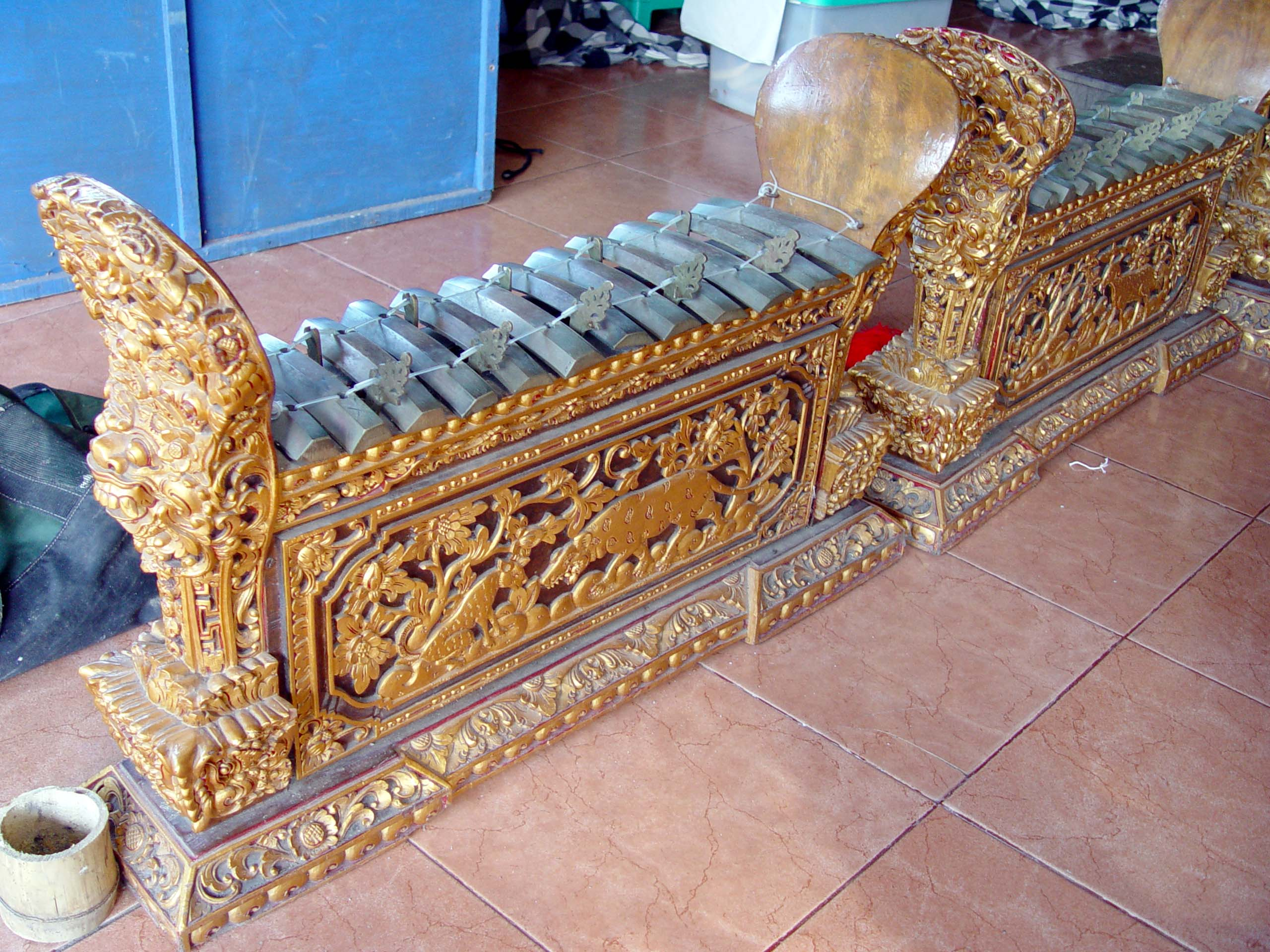
Part d'un Gamelan

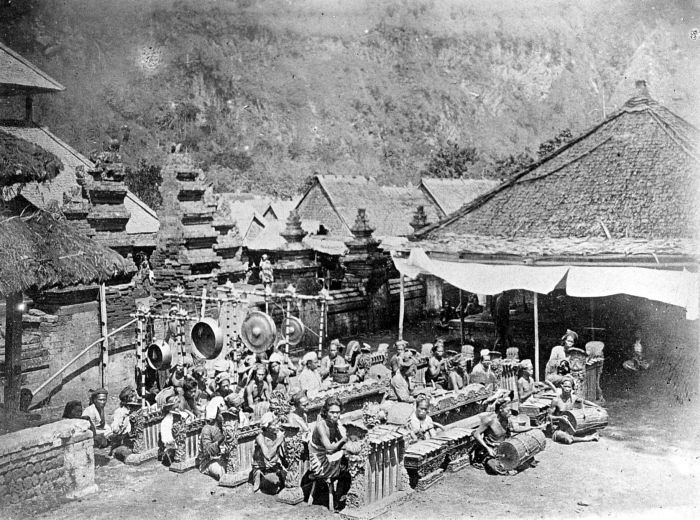
Gamelan a començaments del s. XX

Gamelan és el conjunt tradicional d’instruments de música de Java i Bali a Indonèsia, format sobretot per instruments de percussió. Els instruments que es fan servir més habitualment són metal·lòfons percudits amb martells i un conjunt de tambors que es percudeixen amb les mans, anomenats kendang, que mantenen el ritme. Altres instruments que s'hi poden trobar són el xilòfon, la flauta de bambú, el rebab i de vegades s'hi incorporen cantants o vocalistes (sindhen).
Tot i que la popularitat del gamelan ha minvat des de la introducció de la música popular, encara es toca en ocasions formals i en moltes cerimònies tradicionals indonèsies. Per a molts indonesis, el gamelan és una part essencial de la seva cultura.
Les orquestres poden estar formades per entre 25 i 50 músics.

## Terminologia
La paraula gamelan ve de la paraula javanesa gamel, que es refereix a un tipus de martell utilitzat per a coplejar instruments, o al mateix acte de colpejar. La paraula karawitan es refereix a l’acte de tocar els instruments del gamelan, i prové del terme rawit, que significa “intricat” o “treballat finament”. La paraula deriva del terme javanès d’origen sànscrit rawit, que fa referència al sentit de delicadesa i elegància idealitzada que s'atribueix a la música javanesa. Una altra paraula de la mateixa arrel, pangrawit, fa referència a una persona amb aquest sentit, i se sol utilitzar com a títol honorífic per a intèrprets de gamelan estimats. Un terme més genèric de gamelan és gangsa, que estaria format alhora pels termes tembaga i rejasa referint-se als materials utilitzats per construir els gamelans the bronze (coure i estany), o potser per tiga i sedasa, referint-se a les proporcions de l'aliatge de metalls (tres i deu).

## Història
El gamelan és anterior als regnes de cultures hindús i budistes que van dominar Indonèsia en els primers temps històrics i representa una forma d’art natiu. La forma actual dels instruments es va desenvolupar durant l’Imperi Majapahit. En contrast amb la gran influència que va tenir de l’Índia en altres arts, l’única presència d’aquesta cultura en la música de gamelan és l'estil de cantar javanès, i en els temes de les titelles d’ombres Wayang kulit.

Segons la mitologia javanesa, el gamelan va ser creat per Sang Hyang Guru a l'era Shaka Samvat, 167 (c. AD 230), el déu que va governar com a rei de tota Java des del palau de la muntanya Maendra a Medang Kamulan (ara Mont Lawu). Aquest déu necessitava un senyal per cridar als altres déus i inventà el gong. Per a missatges mes complexos inventà dos gongs més, que serien els que formarien el conjunt de gamelan original.

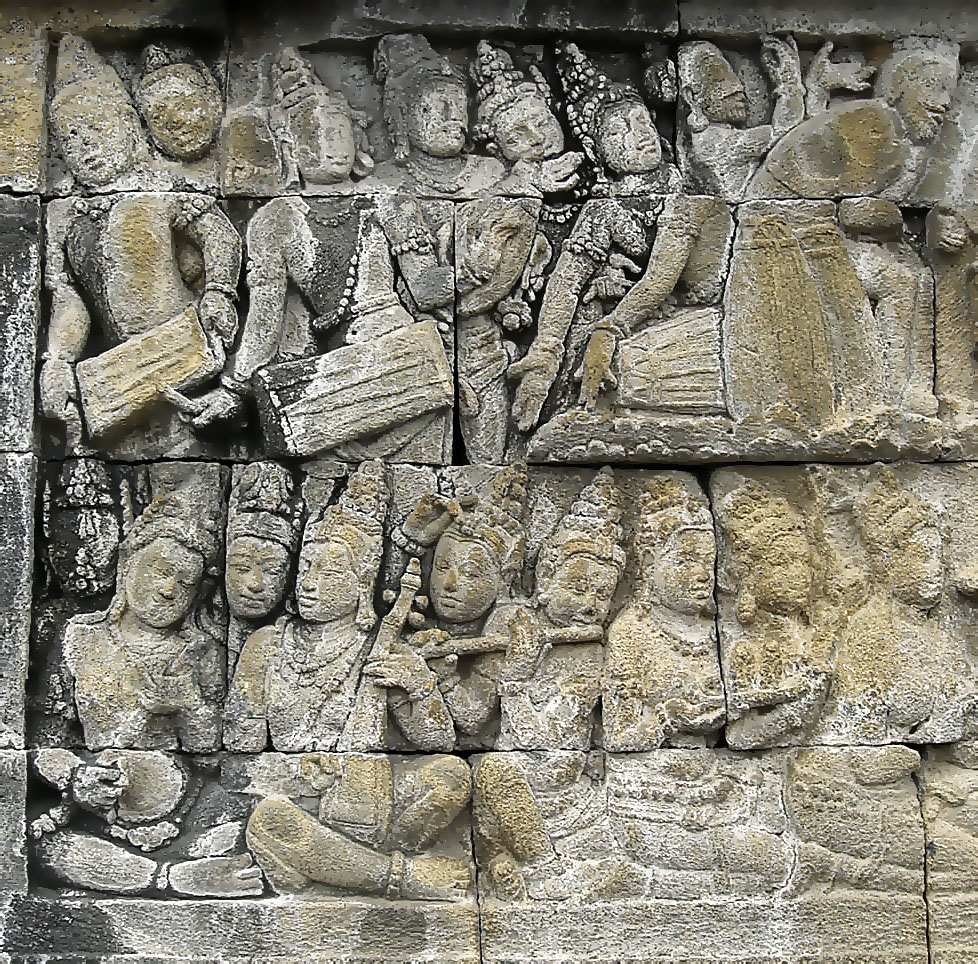
Músics tocant en un conjunt, baix relleu de Borobudur

La primera imatge d’un conjunt musical la trobem al segle viii al temple Borobudur, a Java. En aquesta imatge es poden identificar flautes de bambú, campanes, tambors de diverses mides, un llaüt i instruments d’arc i pinçats. En canvi, no hi apareixen metal·lòfons ni xilòfons. Així i tot, aquesta imatge sembla suggerir la forma més antiga del gamelan.
Els instruments van prendre la forma actual en el temps de l'Imperi Majapahit. Segons les inscripcions i els documents que daten d'aquest període, el regne sempre havia tingut una oficina dedicada a la supervisió de les arts interpretatives, incloent-hi el gamelan, oficina que també vetllava per la correcta construcció dels instruments musicals, alhora que programava actuacions a la cort.
Als palaus de Java hi havia els conjunts més antics que es té notícia, el gamelan Munggang i el Kodokngorek, possiblement del segle xii. Aquests devien interpretar la base musical de l’"estil sorollós". Per contra, els d’”estil delicat” es desenvoluparen a partir de la tradició kemanak i es relacionaven amb les tradicions de cantar la poesia javanesa, d'una manera que sovint es creu que és similar a la tradició de la dansa bedhaya moderna. Al segle xvii, aquests dos estils de gamelan es van barrejar i es van estendre fins a formar la gran varietat dels gamelans moderns de Bali, Java i Sonda, que són el resultat de les diverses mescles d’aquests elements. Per tant, tot i la diversitat d'estils, en comparteixen els mateixos conceptes teòrics, els instruments i les tècniques.

## Tipologies

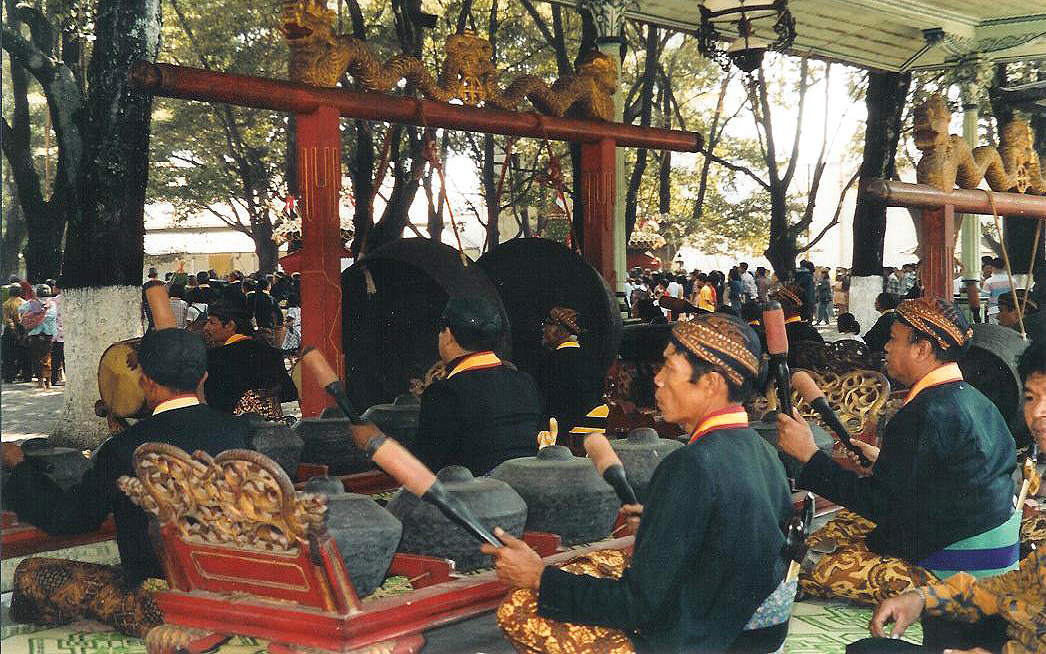
Gamelan javanès tocat a Surakarta, Java.

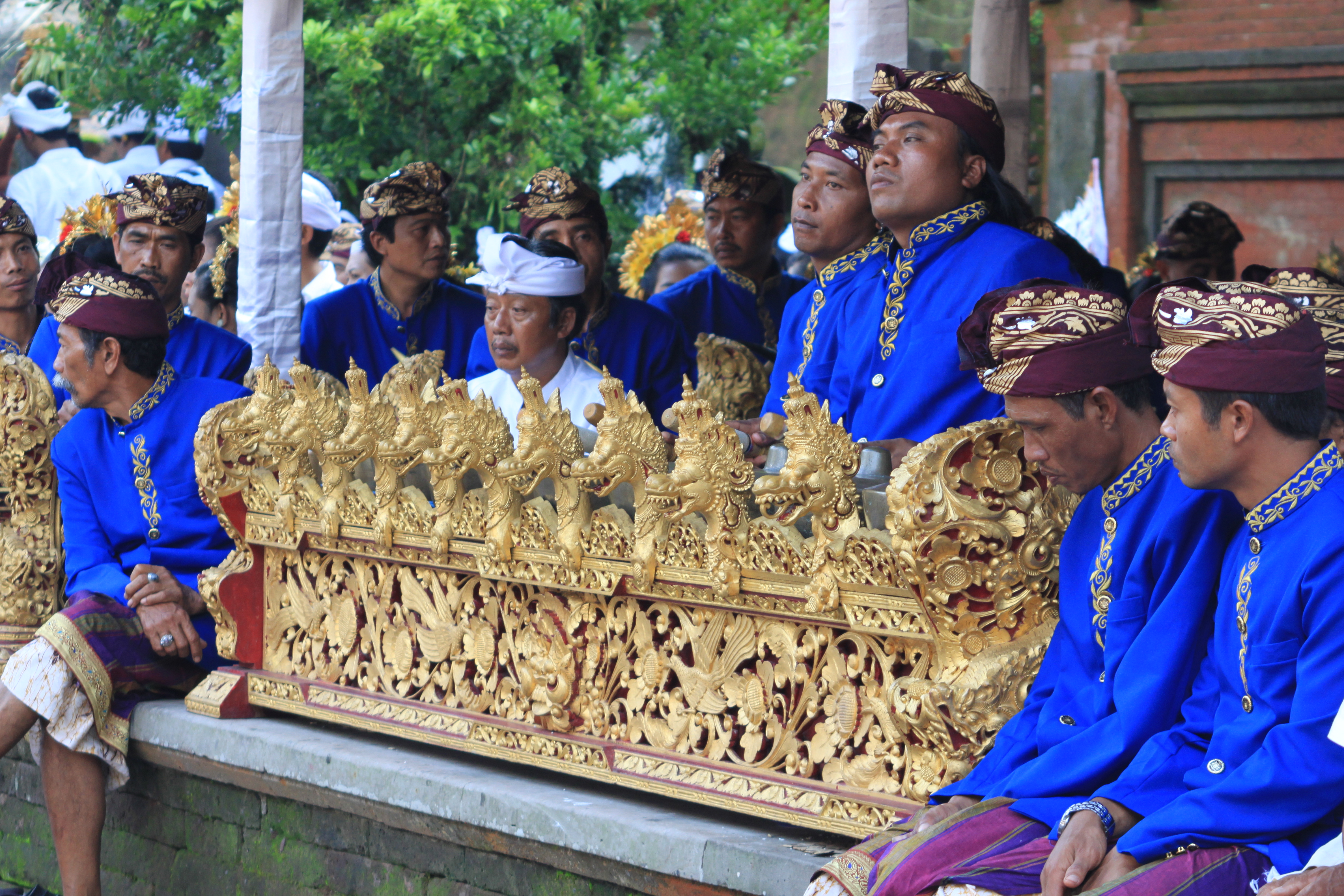
Gamelan balinès tocat a Kuta.

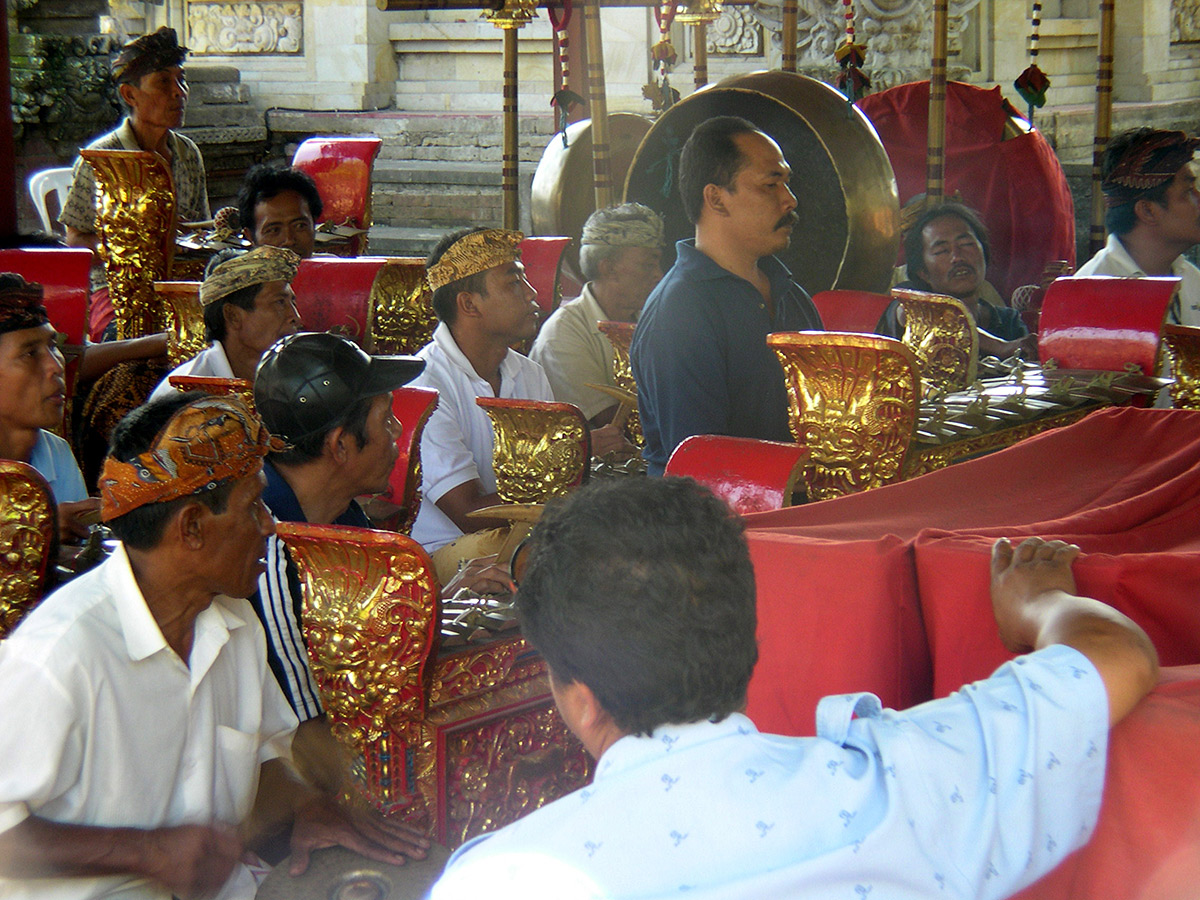
Música de gamelan a Ubud

Les tipologies de gamelan es distingeixen pels instruments que componen cada conjunt i per l’ús de la veu, l’afinació, el repertori i altres elements del context cultural. En general, no existeixen dos conjunts de gamelan que siguin estrictament idèntics, i els que es troben a les corts amb prestigi tenen el seu propi estil i característiques. Alguns estils poden ser semblants entre conjunts propers, el que comporta que es pugui parlar d'un estil regional.
Sovint es poden agrupar per àrees geogràfiques, amb la principal divisió entre els estils balinès, javanès o sondanès. Els maduresos també tenien el seu propi estil de gamelan, però ja no està en ús, la seva darrera orquestra o conjunt es conserva al palau Sumenep. Un estil important dins del gamelan sondanès és el gamelan degung, un conjunt que utilitzat un singular subgrup d’instruments amb una escala particular en el mode pelog. El gamelan balinès s'associa al virtuosisme, els canvis ràpids de tempo i de dinàmiques del gamelan gong kebyar, que és l'estil més conegut. Altres estils populars de Bali inclouen el Kecak, una teatral forma musical i dansada que també es coneix per "el cant del mico". El gamelan javanès es va tocar predominantment a les corts dels governants del segle xix, cadascú amb el seu propi estil, generalment més lent i meditatiu que l'estil de Bali. Encara que el gamelan javanès es pot fer de ferro o de coure, els millors instruments són els fets de bronze.
Fora dels nuclis principals de Java i Bali, el gamelan s'ha estès a través de la migració i l’interès cultural, generant nous estils. El gamelan malai prové de la tradició javanesa a través de Riau-Lingga que més tard tindria la seva pròpia identitat, utilitzant alguns instruments afinats en el sistema gairebé equidistant del mode slendro, i utilitzant sovint un si bemoll o un do occidentals com a base de l’afinació. Els emigrants javanesos a Suriname toquen el gamelan amb un estil proper al dels pobles del centre de Java. El gamelan també està relacionat amb el conjunt de les Filipines kulintang. Variants del gamelan es poden trobar a 25 països fora d'Indonèsia, incloent repertoris tan tradicionals com experimentals.
En la cultura oral javanesa les distincions entre gamelans es fa considerant-los complets o incomplets, arcaics o moderns, grans o petits de poble. Els diversos conjunts arcaics es distingeixen per les seves combinacions úniques d’instruments, o perquè preserven instruments antics com ara les campanes d’arbre (byong) incloses en el gamelan de tres tons kodhok ngorek. Els gamelans regionals es distingeixen sovint dels estàndards (que tenen un rebab fent la melodia principal) per la seva inclusió d’instruments d'inxa o llengüeta doble (selompret, slompret, o sompret), a més a més del variat nombre de tambors i gongs, amb alguns que també inclouen l'angklung, instrument sacsejat.

## Context cultural

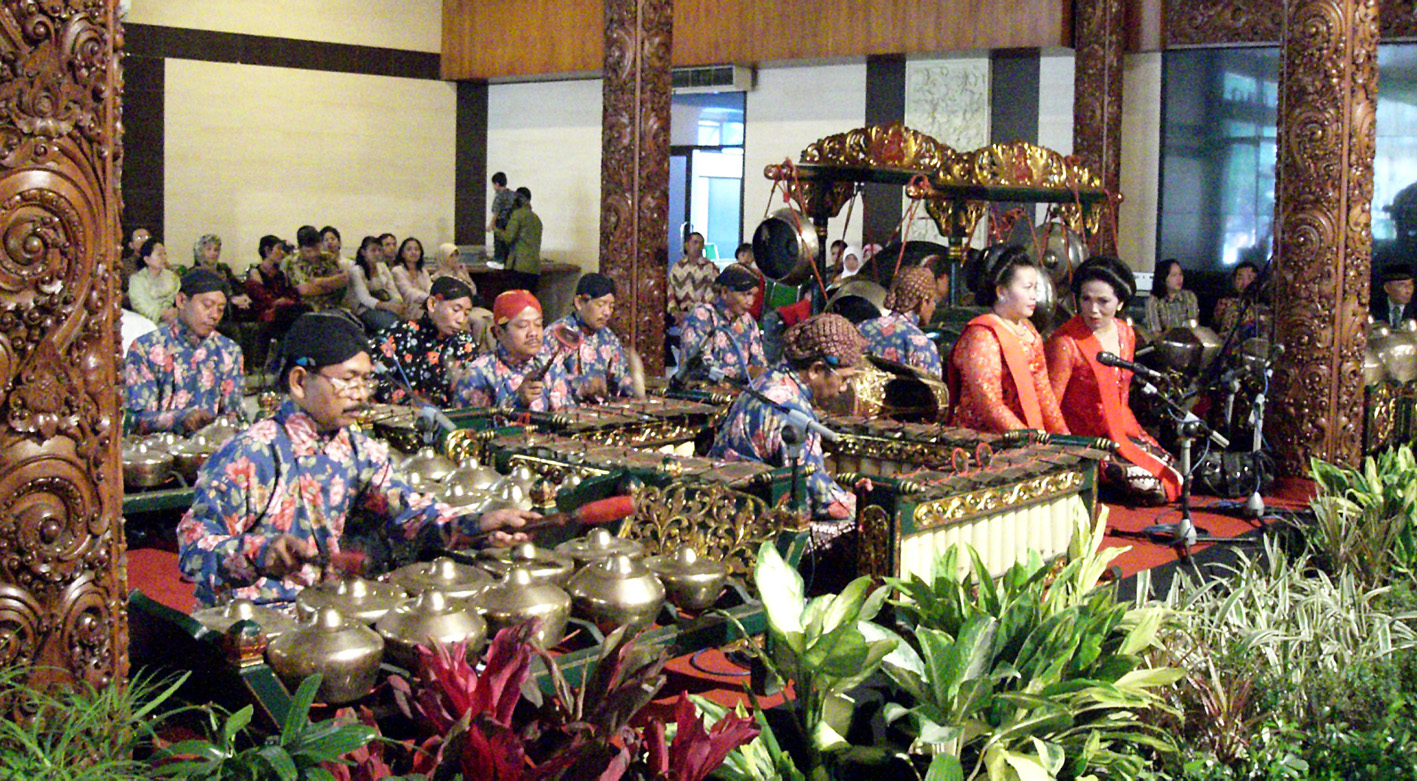
Grup de gamelans javanès amb dues cantants femenines durant un casament tradicional a Sasono Utomo, Taman Mini Indonesia Indah, Jakarta, Indonesia

A Indonèsia, el gamelan sovint acompanya la dansa, el teatre de titelles wayang kulit, o els rituals i les cerimònies. És típic que els músics de gamelan estiguin familiaritzas amb els moviments de la dansa i amb la poesia, mentre que els ballarins són capaços també de tocar en el conjunt. Al teatre wayang, el dalang (titellaire) ha de tenir coneixements del gamelan per a poder donar indicacions musicals. El gamelan és un fet musical per si mateix - en l'estil klenengan, o per a programes de ràdio– però no és tradicional en concerts com a Occident.
El paper del gamelan als rituals és tan important, que existeix la dita “fins que no es penja el gong no és oficial”. Algunes interpretacions estan associades a la reialesa, Some performances are associated with royalty, com ara les visites del sultà de Yogyakarta. Està associat a rituals específics, com el gamelan sekaten, utilitzat a la celebració de “'Màwlid an-Nabí (l’aniversari de Muhàmmad). A Bali, molts rituals religiosos inclouen la música de gamelan. I també s'inclou a les cerimònies de l'església catòlica d’Indonèsia. Algunes peces es designen per als inicies i finals d’actuacions o cerimònies. Quan una peça de cloenda (com és "Udan Mas") ha començat, el públic sap que l’actuació està a punt d’acabar i poden començar a marxar. Altres peces tene connotacions de poders màgics i poden emprar-se per a allunyar els mals esperits.
El gamelan es toca moltes vegades a la ràdio. Per exemple, el Pura Pakualaman s'interpreta en viu a cada Minggu Pon (un dia dels 35 del cicle del calendari javanès. A les grans ciutats, la Radio Republik Indonesia contracta actors i músics professionals, i fan una àmplia difusió de la gran varietat d’aquesta música.
En la tradició de la cort de Java, el gamelan es toca al pendopo, un pavelló obert, de sostre cavernós, sense parets, i amb terra dur de rajoles o marbre. Els instruments se situen en una plataforma a un costat, que permet que el so reverberi a l'espai del sostre per a potenciar l’acústica.
A Bali, els instruments del gamelan es desen tots junts a un bale, un espai obert amb un sostre al damunt amb diversos costats oberts. El ambelan (terme del llenguatge balinès) és propi d’un banjar, de la noblesa o dels temples i cadascú té el seu.
En el cas del banjar els instruments estan tots junts perquè la gent creu que tots ells pertanyen a la comunitat i no a una sola persona i ningú és propietari de cap instrument. No només és aquí on es guarden els instruments, sinó que és on assaja el grup (sekaha). L'espai sense parets permet que la comunitat en pugui gaudir. El gamelan balinès no ha de ser escoltat en habitacions o espais tancats, perquè fàcilment trenca el límit auditiu. Però això no és aplicaple als conjunts petits com el gamelan gender wayang.
L’assaig (sekaha) és conduït per un sol instructor, la feina del qual consisteix a dirigir al grup per a crear noves peces. Quan treballen una nova peça, l’instructor condueix al grup per a formar-la i assajar-la, però deixa espai per a interpretacions lliures que el grup pot improvisar, de manera que després poden escriure aquesta música i assajar-la més cops.
Existeixen molts estils de gamelan balinès. El gong kebyar és un dels més recents. Alguns grups canvien constantment la música agafant músiques antigues i mesclant-les amb sons nous, generant noves variacions. La seva música té canvis constants perquè ells creuen que la música ha de créixer i canviar; l’única excepció són les peces sagrades. Una peça nova pot requerir mesos de preparació per a considerar-se completada.
Homes i dones toquen en grups separats, amb una excepció, el grup pesindhen de Java, on les dones canten amb grups d’homes.
En els vint països fora d’Indonèsia que practiquen el gamelan, la música sovint es fa en el context de concerts o com a part de cerimònies de les comunitats d'expatriats. I també poden incorporar dansa i teatre de titelles.

## Música
La música de gamelan es basa en un tema principal, alguns instruments el toquen sencer, parts, ornaments o duen el ritme:
- Tema bàsic: tocat per instruments com els metal·lòfons saron o l'slenthem.
- Ornamentacions: tocada per instruments com el gender o el bonang (metal·lòfons) però també per xilòfons, cítares, rebabs, kecer, flauta i solista femenina acompanyada de cor masculí.
- Puntuació i ritme: tocada per gongs, campanes com el kempul, blocs de fusta, ceng-ceng, etc.

No tenen una entonació exacta, cada orquestra de gamelan té la seva pròpia afinació i s'utilitzen diversos sistemes d'entonació com l'anomenat slendro amb 5 sons diferents o el pelog amb 7 sons. Alguns gamelans sols usen una d'aquestes escales i d'altres anomenats gamelans dobles utilitzen les dues.
Hi ha dos estils d'interpretar: el suau amb un flux de so intemporal associat amb el cant i el calús com dansa i el fort amb la dansa gaga i dirigit per la percussió.
El gamelan és una part important de la cultura a Indonèsia, acompanya al teatre o la dansa i és present a les grans celebracions. Molts pobles tenen un pavelló a l'aire lliure expressament per a l'orquestra de gamelan.

## Afinació

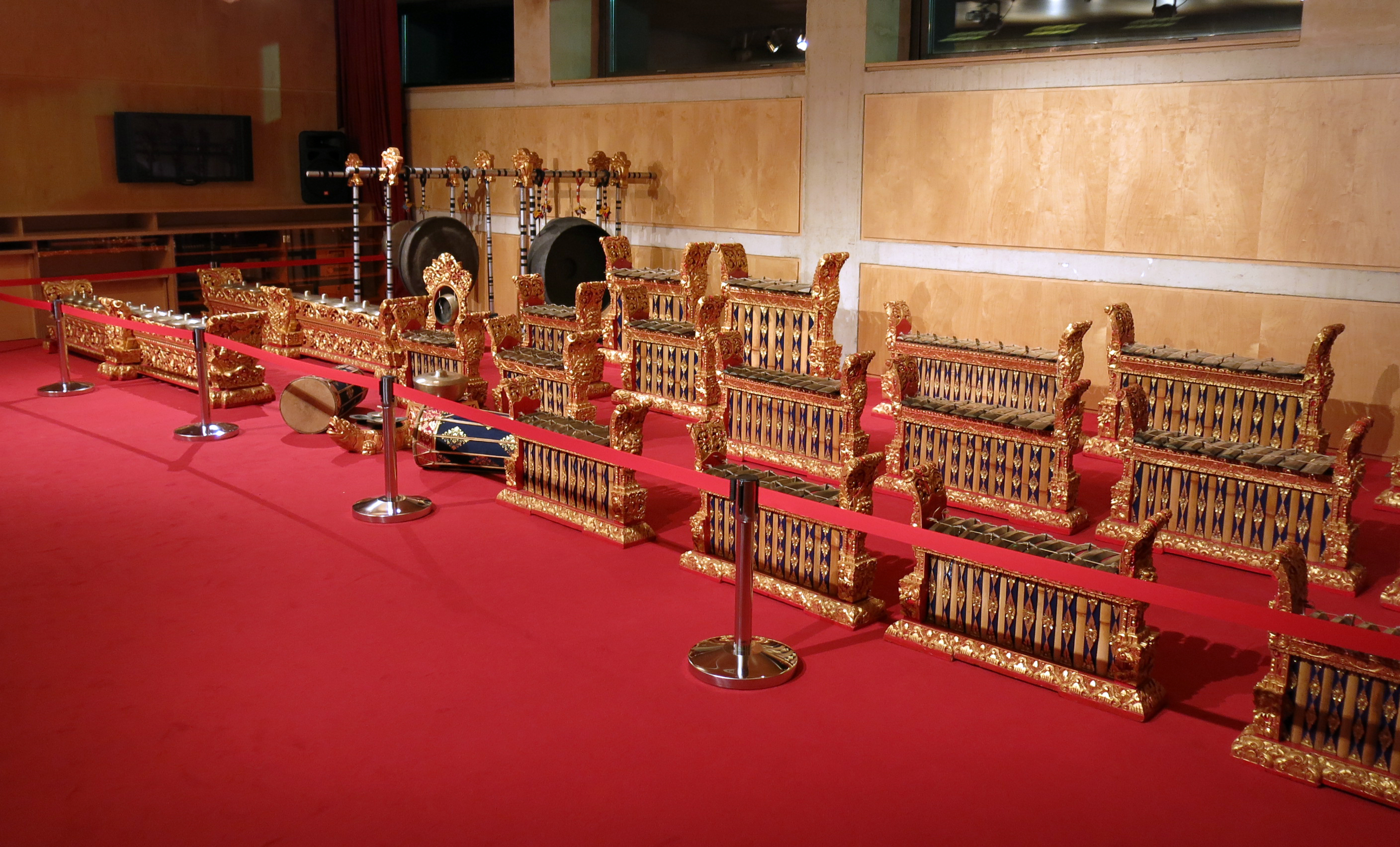
Gamelan gong kebyar al Museu de la Música de Barcelona

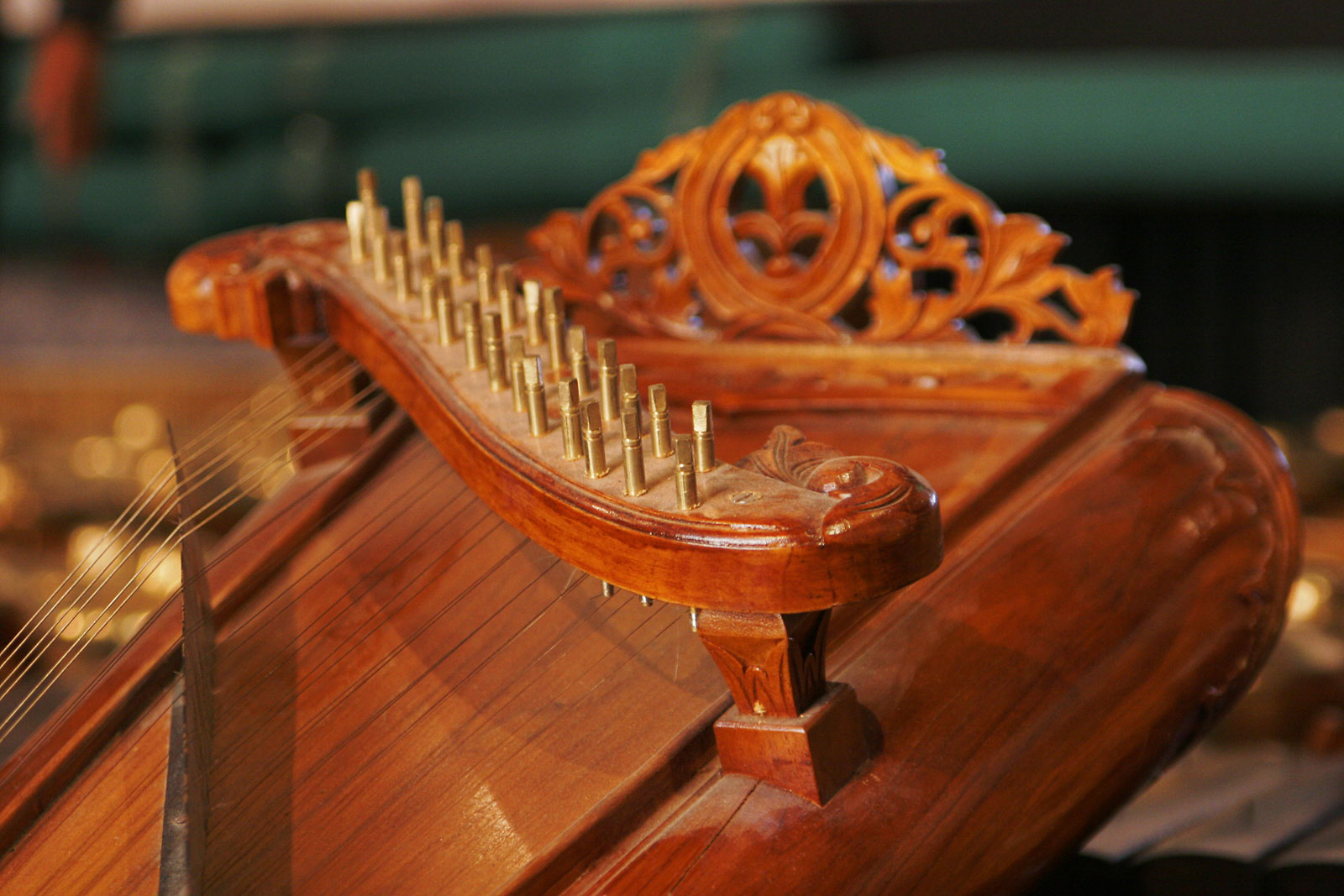
Celempung – Indonesian Embassy in Canberra

La construcció i l’afinació de l’orquestra de gamelan és un procés complex. Els gamelans tenen dos sistemes d’afinació: slendro i pelog. N’hi ha d'altres com el degung (exclusiu de Sonda o de l’oest de Java), i el madenda (també conegut com a diatonis, similar a l'escala menor europea. El slendro és un sistema amb cinc notes musicals, espaiades quasi uniformement, mentre que el pelog té set notes, amb intervals més desiguals, de les que normalment es toquen subconjunts de cinc notes. Això dona com a resultat un so molt diferent al de la música que es toca a occident. Moltes orquestres de gamelan tenen instruments per a cada afinació, però cada instrument individual només podrà tocar les notes d’un sol conjunt. L’afinació precisa emprada a cada conjunt de gamelan varia de la resta de conjunts, de manera que cadascun té la seva particularitat. Els intervals entre les notes de l'escala musical són quasi idèntics en els diferents gamelans, però aquests varien d’un gamelan al següent. Tant a Bali com a Java es fan servir els dos sistemes d'afinació, si bé és cert que a Java hi predomina el slendro i a Bali el pelog.
Colin McPhee diu: "les desviacions que es consideren de la mateixa escala són tan grans que es pot afirmar que n’hi ha tantes com gamelans existeixen." Malgrat això, aquesta afirmació és rebutjada per professors de gamelan, i s'han fet alguns esforços per a combinar diversos conjunts i estructures d’afinació en un sol gamelan per a facilitar el transport cap a festivals. Una d’aquestes combinacions és el gamelan Manikasanti, que pot interpretar el repertori de diversos conjunts.
Els conjunts balinesos de gamelan es toquen per parells d’instruments que estan afinats lleugerament diferents per a produir una interferència que genera batement, idealment a una velocitat constant per a tots els parells de notes de tots els registres. Aquest concepte es refereix a l’ombak, que es pot traduir per ona, transmetent la idea de l’ondulació cíclica. Un instrument, afinat una mica més alt, és considerat la “inhalació” i l’altre, més baix, és considerat l’”exhalació”. Quan ambdós es combinen, es produeix aquest batec acústic, amb la intenció de representar el batec del cor o el símbol d'estar viu. Es creu que això contribueix al so ple i brillant dels conjunts de gamelan. A les cerimònies religioses on hi ha el gamelan, aquest batec es creu que transmet a l’oient la proximitat d’un déu o les passes cap a un estat de meditació. L'escala s'aproxima a l'escala major del mode frigi occidental (Mi-Mi de les tecles blanques del piano), amb les notes mi, fa, sol, si i do corresponents a les posicions 12356 de l'escala pelog que fan servir la majoria de gamelans de Bali.
Així com la octava no occidental i l’ús de ritmes, el gamelan javanès utilitza la combinació de tempo i densitat coneguda com a irama, en relació al nombre de batecs que es toquen al saron panerus per fer la melodia balungan; la densitat és considerada primària.

## Notació
La música de gamelan tradicionalment no té notació i va començar com una tradició oral. Al segle xix, però, als palaus kraton de Yogyakarta i Surakarta van desenvolupar diverses notacions que permetessin transcriure el repertori. Aquestes transcripcions no es feien servir per a llegir la música, que era memoritzada, però servir per a preserva la memòria musical de les corts. La notació Yogyanesa és com un tauler d'escacs, que utilitza sis o set línies verticals per a representar les notes més altes del balungan (melodia), i línies horitzontals que representen les sèries de ritmes. La quarta línia vertical i també l’horitzontal s'enfosqueixen perquè siguin més llegibles. Els símbols de l'esquerra indiquen l'estructura mètrica dels gongs i les característiques específiques del tambor es troben a la dreta. La notació Solonesa es llegeix horitzontalment, com la notació occidental, però no utilitza línies. En canvi, els valors de les notes estan anotats entremig d’aquestes.
Avui dia aquesta notació és relativament estranya, ha quedat reemplaçada per la notació kepatihan, que és un sistema xifrat. La notació kepatihan es desenvolupà prop del 1900 al Palau kepatihan de Surakarta, que esdevingué un conservatori superior. L’altura de les notes està numerada i es llegeixen a través de punts per sota o sobre els números que indiquen el registre, mentre que les línies mostre el valor de la durada; a la notació vocal, també hi ha parèntesis sota els grups per a indicar melisma. Igual que la notació de palau, als registres Kepatihan i sobretot a la part balungan i les seves frases mètriques estan assenyalades per una varietat de gongs. Les altres parts són creades a temps real i depenen del coneixement que té cada músic del seu instrument, i la consciència de la música dels altres músics; aquesta realització en conjunt de vegades s'anomena "garap." Alguns professors han ideat altres notacions, però basant-se en els principis del kepatihan, per al cengkok (patrons melòdics). Alguns etnomusicòlegs, entesos en la música europea, potser poden fer transcripcions per a músics europeus. Això implica reptes particulars d’afinació i temps, amb resultats poc usuals.

## Instruments
Un gamelan es compon bàsicament de metal·lòfons, mentre que altres instruments com la flauta (suling) i la cítara (celempung) són menys habituals. El tambor kendang, que es toca amb les mans, és essencial, tot i no ser un metal·lòfon, perquè ajuda a marcar i mantenir el ritme de les peces durant les transicions entre unes i altres.

## Influència a la música occidental

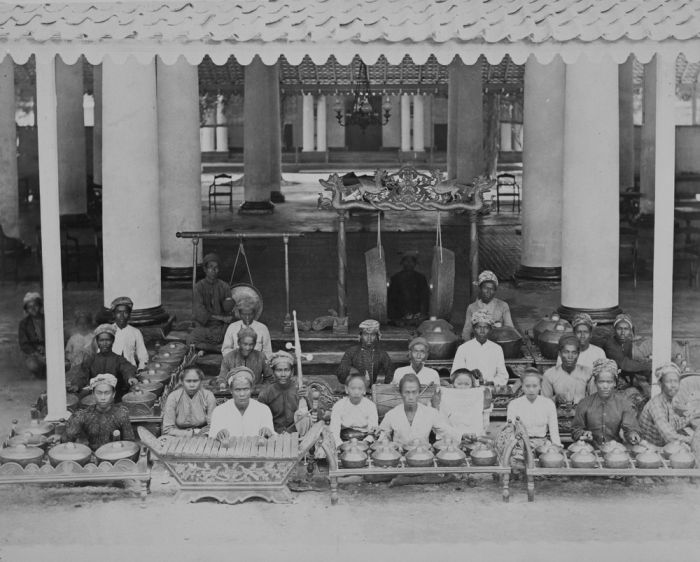
Orquestra de gamelan a Java, finals del segle XIX

El gamelan ha estat apreciat per compositors de música clàssica europeus. El més famós ha estat Claude Debussy, que va sentir el gamelan javanès l'estrena de la “Rhapsodie Cambodgienne” de Louis-Albert Bourgault-Ducoudray, durant l’Exposició Universal de 1889. El treball fou escrit set anys abans, el 1882, però no es va poder estrenar fins al 1889. El gamelan que escoltà Debussy era d'escala slendro tocat per músics de Java. Malgrat el seu entusiasme, no hi ha citacions directes d'escales de gamelan, melodies, ritmes o textures a cap composició de Debussy. No obstant, l'escala temperada apareix a la seva música d’aquest temps i després i emulà una textura heterofònica similar al gamelan javanès, concretament a "Pagodes", d’Estampes (piano sol, 1903), a la que marca un ritme cíclic similar al del gong simbolitzant una quinta justa.
El compositor Erik Satie, contemporani de Debussy, també va escoltar el gamelan javanès a l'exposició de Paris de 1889. Els efectes repetitius i hipnòtics del gamelan van ser incorporats a l'exòtica obra de Satie Gnossienne, conjunt de peces per a piano.
Altres homenatges directes al gamelan els trobem a obres per a instruments occidentals de compositors com John Cage, concretament a les peces per a piano preparat, Colin McPhee, Lou Harrison, Béla Bartók, Francis Poulenc, Olivier Messiaen, Pierre Boulez, Bronislaw Kaper, Benjamin Britten i Leopold Godowsky. I en compositors més actuals, americans, com Henry Brant, Steve Reich, Philip Glass, Dennis Murphy, Loren Nerell, Michael Tenzer, Evan Ziporyn, Daniel James Wolf i Jody Diamond, així com en obres de compositors australians com Peter Sculthorpe, Andrew Schultz i Ross Edwards, que han escrit obres amb parts per a instruments o conjunts de gamelan. I Nyoman Windha és un dels compositors contemporanis indonesi que ha incorporat obres per a gamelan i instruments occidentals. El compositor hongarès György Ligeti va escriure un estudi per a piano anomenat Galamb Borong influenciat pel gamelan. El compositor avant-guardista Harry Partch, un dels més idiosincràtics compositors americans, també tingué influències del gamelan, en les seves composicions microtonals
En el jazz, el trompetista Don Cherry, mostrà la influència del gamelan al disc de 1968 Eternal Rhythm'.
El guitarrista americà de folk John Fahey va incloure elements del gamelan als seus collages de sons de finals de 1960, i també ho va fer a la seva col·laboració el 1997 amb la banda de música Cul de Sac, a The Epiphany of Glenn Jones. Robert Fripp and Adrian Belew van fer servir la tècnica del kotekan, pròpia del gamelan, en duets de guitarra a la trilogia d'àlbums de 1981 a 1984 (Discipline, Beat, Three of a Perfect Pair) amb la banda de rock King Crimson i amb The League of Crafty Guitarists. El gamelan també ha estat utilitzat per Mike Oldfield com a mínim tres vegades: a "Woodhenge" (1979), a "The Wind Chimes (Part II)" (1987) i a "Nightshade" (2005).
A l’EP de debut de Sonic Youth, a la pista 'She's not Alone' apareix timbres de gamelan. Els grups de pop experimental The Residents, 23 Skidoo (que van titular el seu àlbum de 1984 Urban Gamelan), Mouse on Mars, His Name Is Alive, Xiu Xiu, Macha, Saudade, The Raincoats i els Sun City Girls han utilitzat la percussió de gamelan. La banda avant-guardista Melted Men utilitzava instruments, vestits i danses del gamelan balinès als seus espectacles. El compositor germano-indonès Sinta Wullur ha integrat música i gamelan a l’òpera.

## Influència a la música contemporània
A l'escena contemporània de música indonèsia, alguns grups fusionen el jazz occidental amb el llegat de la música ètnica tradicional dels seus pobles. En el cas de Krakatau i SambaSunda, les bandes de l'oest de Java, el tradicional Sundanese kacapi suling i l'orquestra de gamelan Sunda es toca amb un conjunt de bateria, teclat i guitarres. Altres bandes com Bossanova Java van fusionar música javanesa amb bossa nova, mentre la banda Kulkul va fusionar jazz amb el gamelan balinès.
El cantant indonesi Anggun, sovint ha incorporat tonades tradicionals indonèsies de gamelan i l'estil de cantar tembang als seus treballs. Les típiques tonades de gamelan poden ser traçades en diverses cançons com "Snow en el Sàhara", "A Rose in the wind", i també en els seus treballs de col·laboració amb Deep Forest a "Deep Blue Sea" a l'àlbum de 2002, Music Detected. A les Filipines ha nascut el cantant indonesi Maribeth Pascua qui també presenta tonades de gamelan en les seves cançons Denpasar Moon i Borobudur.
Més enllà Indonèsia, el gamelan també ha tingut una influència en la música popular japonesa, concretament al synthpop de la Yellow Magic Orquestra. Al seu àlbum de 1981 Technodelic, un dels primers amb potents mostres de samples i bucles, va fer ús dels elements i samples de gamelan. El membre de la Yellow Magic Orchestra, Ryuichi Sakamoto, també ha utilitzat elements del gamelan per a la banda sonora de 1983 per a la pel·lícula britànico-japonesa Bon Nadal, Mr. Lawrence, per la que va guanyar el Premi de BAFTA per Música de Millor Pel·lícula el 1983 .
Més tard, molts americans foren els primers en introduir els sons de gamelan al popular film japonès d'anime de 1988 Akira. Els elements de gamelan són utilitzats per a emfasitzar les escenes de lluita, així com per a simbolitzar els emergents poders psíquics de l'heroi tràgic, Tetsuo. El gamelan va ser tocat per membres del col·lectiu musical japonès Geinoh Yamashirogumi, utilitzant els seus conjunts semar pegulingan i jegog, els quals eren utilitzats també a l'àlbum anterior, Ecophony Rinne. El gamelan i el kecak també s'utilitzen a la banda sonora dels videojocs Secret of Mana i Sònic Unleashed. Els dos crèdits d'obertura de 1998 de l'anime japonès Neo Ranga incorpora música balinesa (kecak i gamelan gong kebyar). Cada "despertar" de Ranga a l'anime utilitza un tema interpretat amb gong kebyar. La banda sonora musical de la sèrie Battlestar Galactica del canal Sci Fi utilitza molt el gamelan, especialment a la tercera temporada, mentre Alexandre Desplat l'incorpora puntualment a la pel·lícula Girl With A Pearl Earring i a El Compàs Daurat. James Newton Howard, qui va compondre la banda sonora, al 2001, de la pel·lícula Atlantis: l'imperi perdut, va escollir un tema de gamelan per a Altanteans.
Els bucles de gamelan apareixen també a la música electrònica. Un exemple primerenc és a l'àlbum Offspeed and In There del grup Drain, de Texas, que conté dues pistes on els batecs del trip-hop van aparellats amb els bucles de gamelan de Java i Bali i els exemples populars recents inclouen la peça dels Sofa Surfers Gamelan, o EXEC_PURGER/.#AURICA extracting, una cançó cantada per Haruka Shimotsuki com a part de les bandes sonores de Ar tonelico: Melody de Elemia.

## Galeria d'imatges
Al Museu de la Música de Barcelona es conserven diversos instruments de gamelan balinès i javanès. A més hi trobem un gamelan gong kebyar complet.
Selecció de fotografies del gamelan gong kebyar i uns gongs d'un altre gamelan:

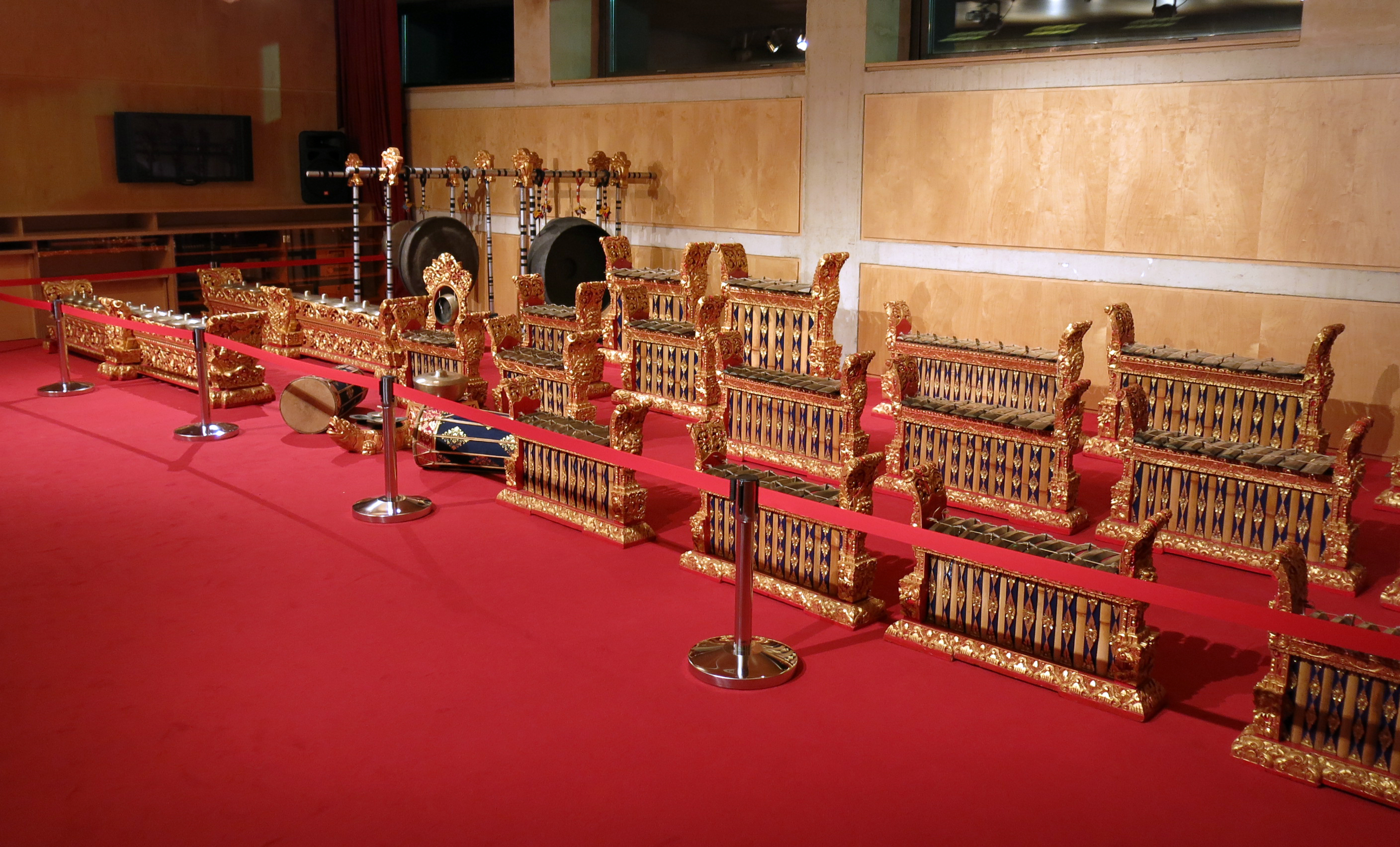
Gamelan del Museu de la Música
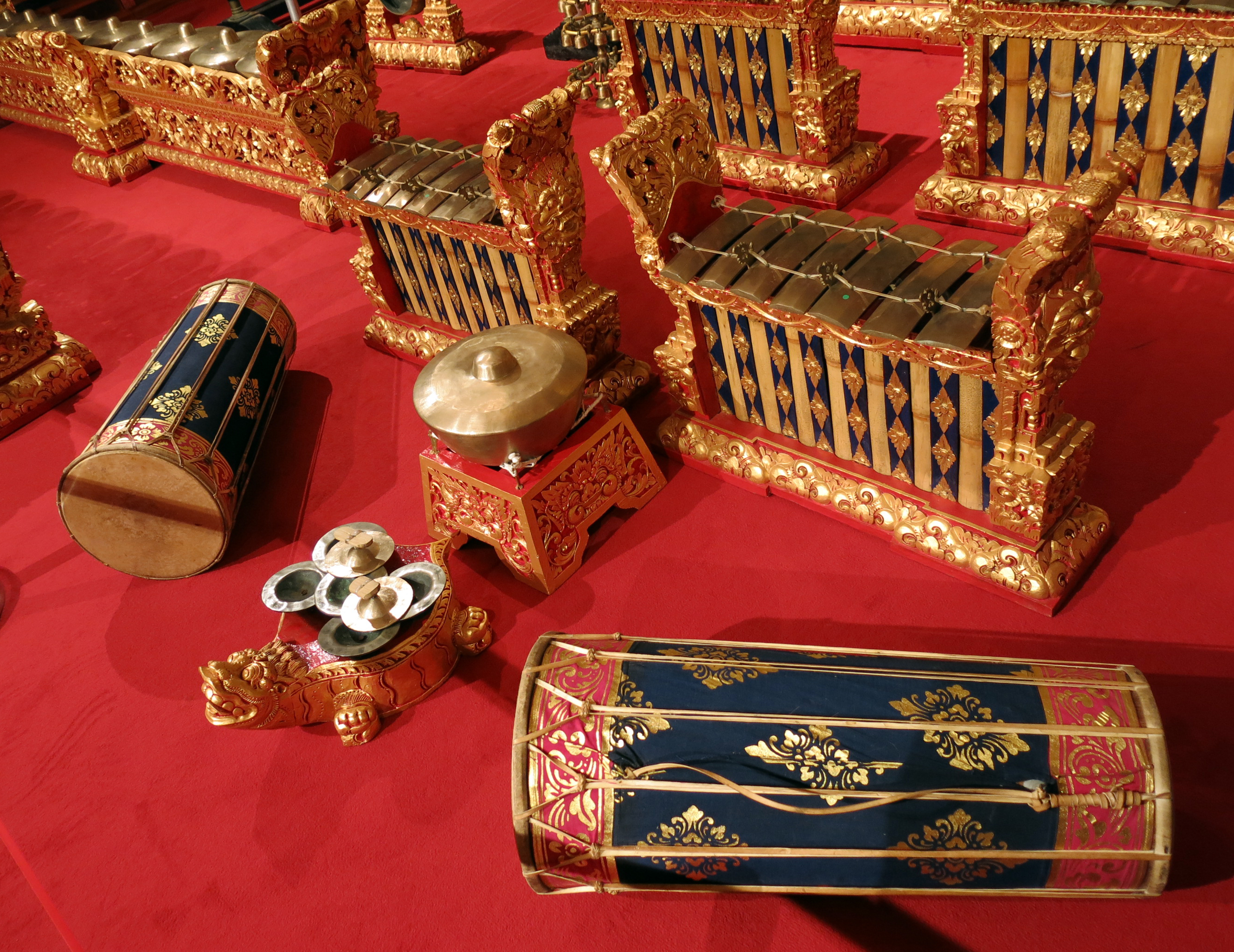
Tambors kendang, ceng-ceng, kajar, parell de penyacah, parell de calung (darrere) i trompong (dalt a l'esquerra)
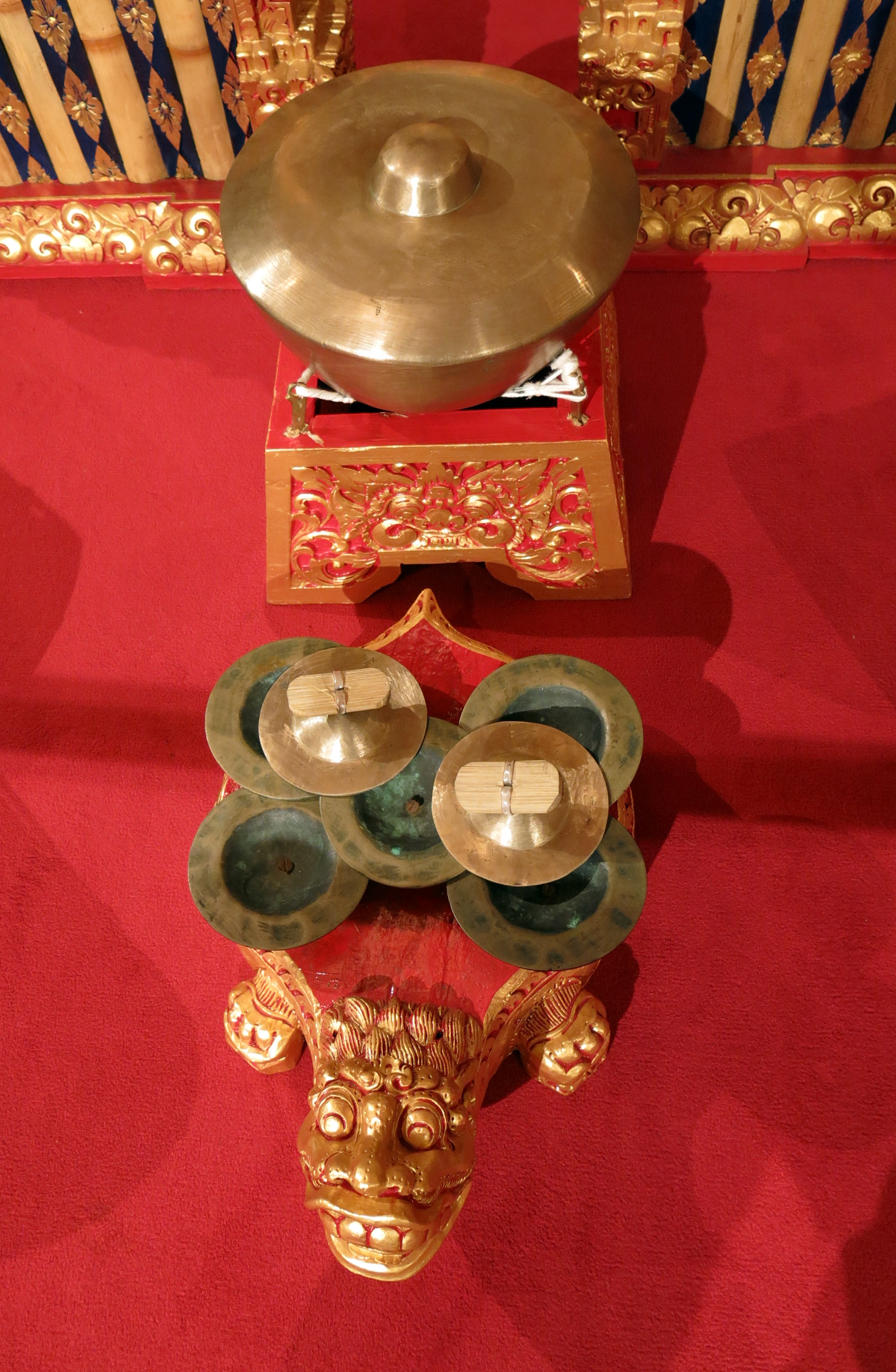
ceng-ceng, kajar
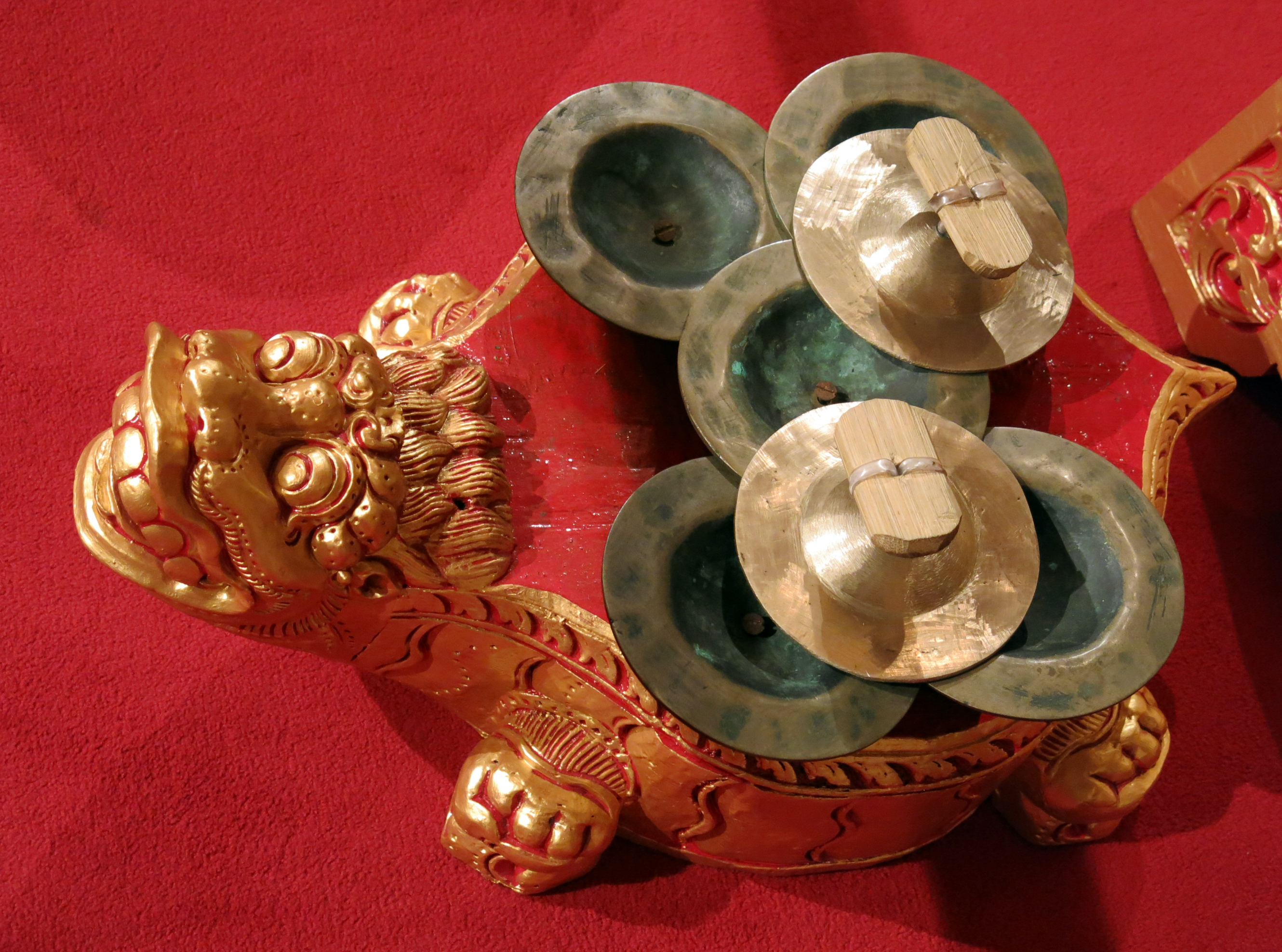
ceng-ceng
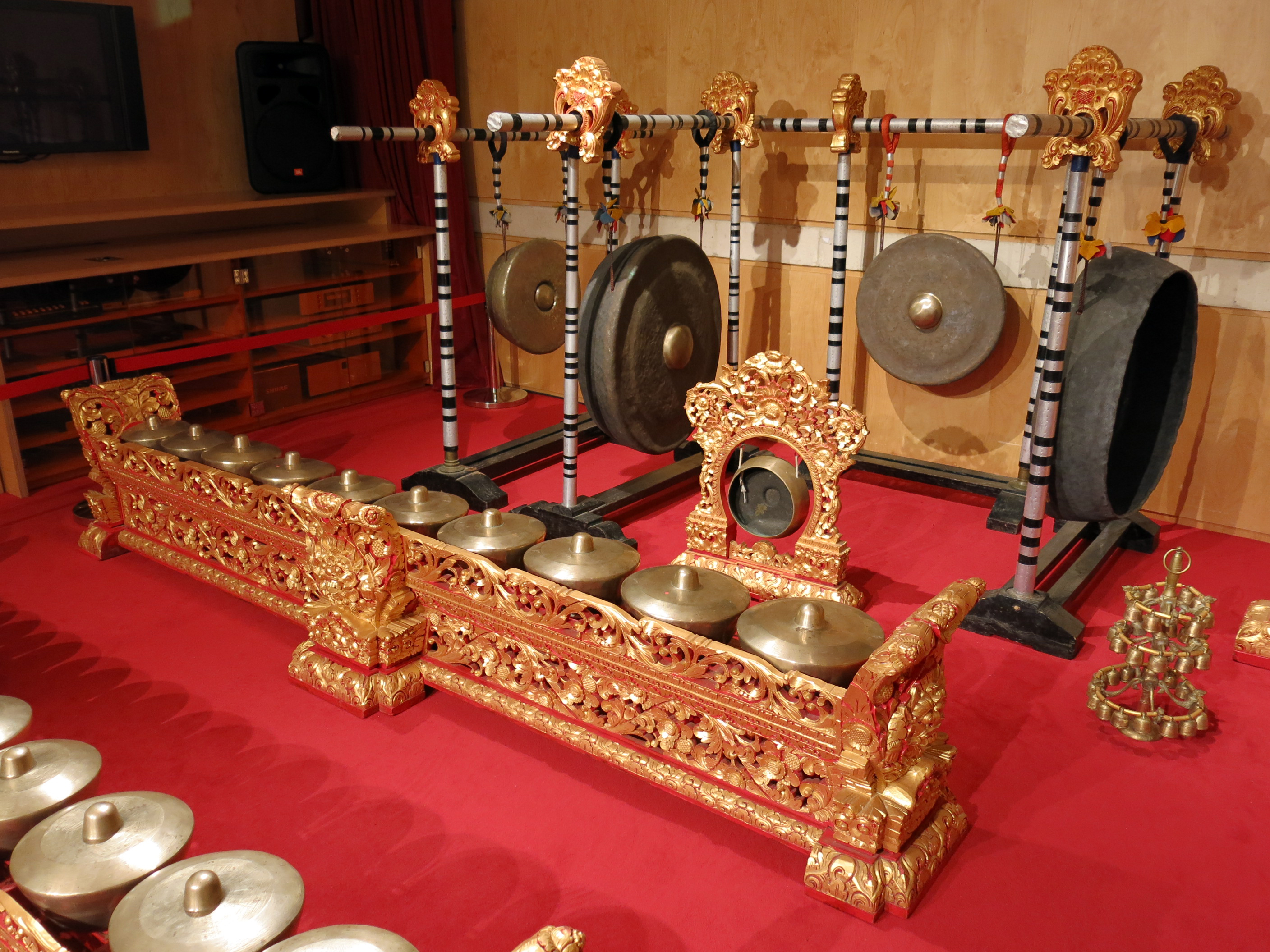
Trompong (al centre) i secció de gongs formant un quadrilàter: gong wadon i gong lanang (dreta i esquerra, respectivament), kempur (al fons, de cara) i kenong (petit i amb un marc molt ornamentat, d'esquena). Darrere a l'esquerra hi a un gong que no es fa servir en la varietat gong kebyar.
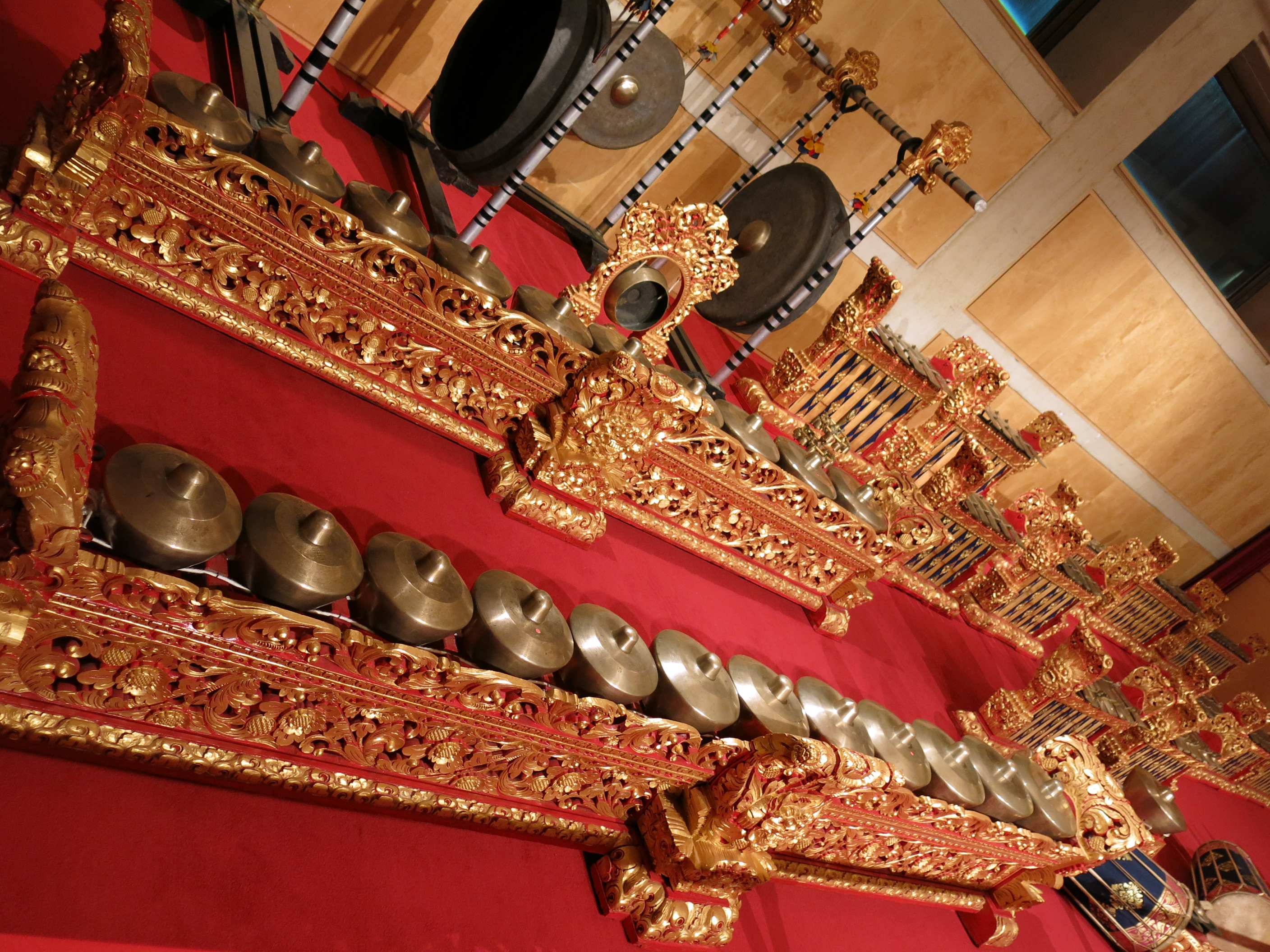
Reyong (a primera fila) i trompong (darrere)
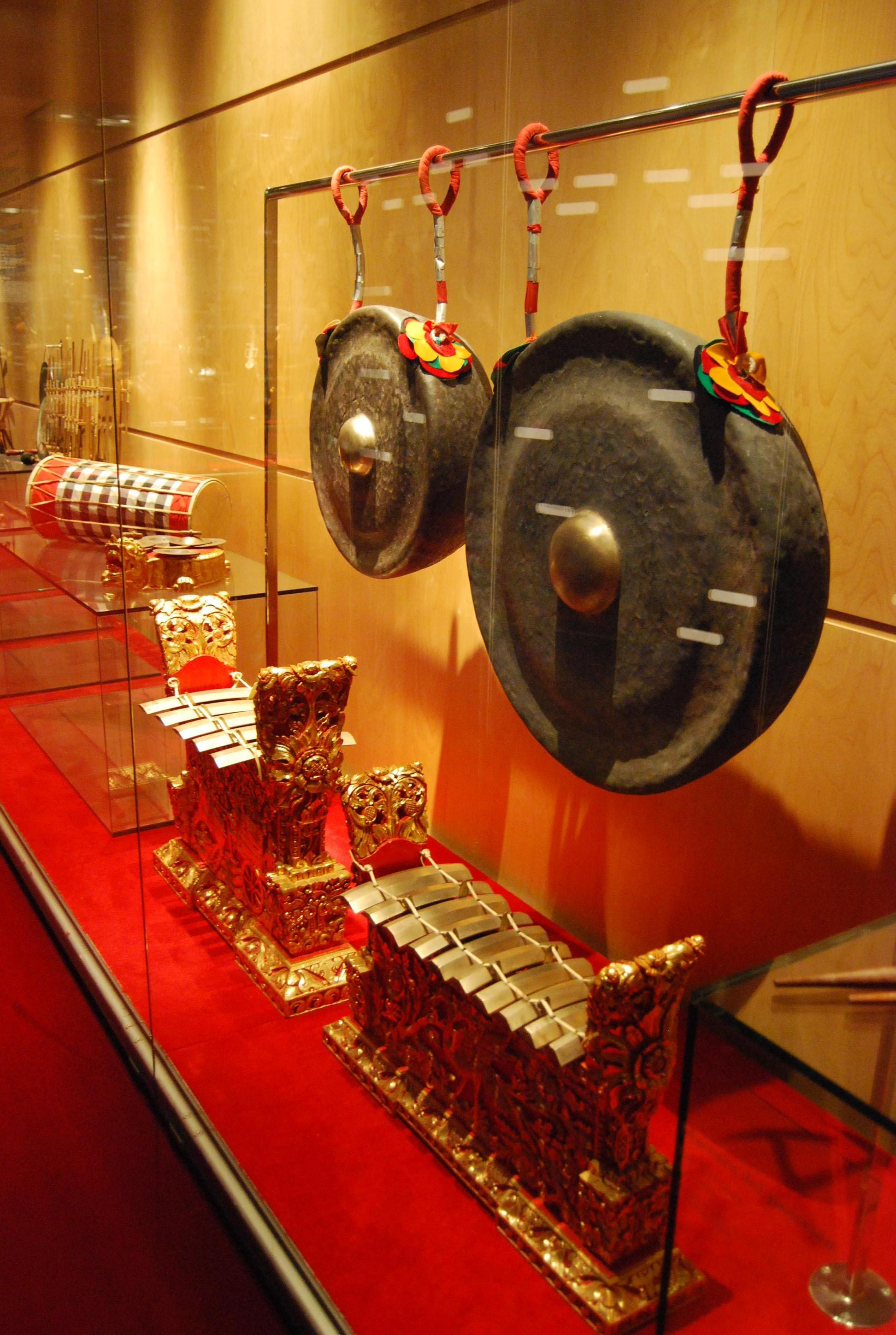
Gongs
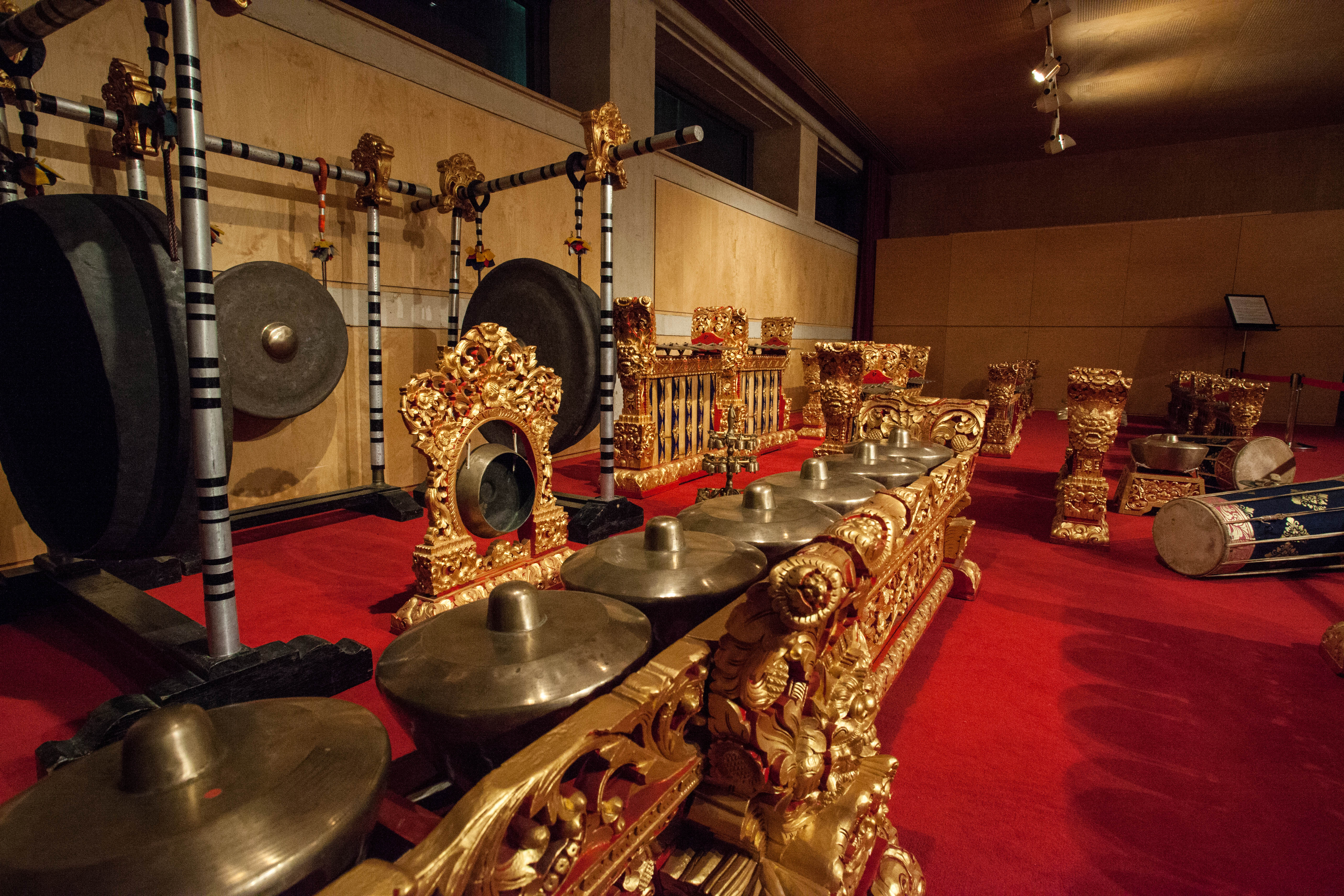
Trompong (primer pla)
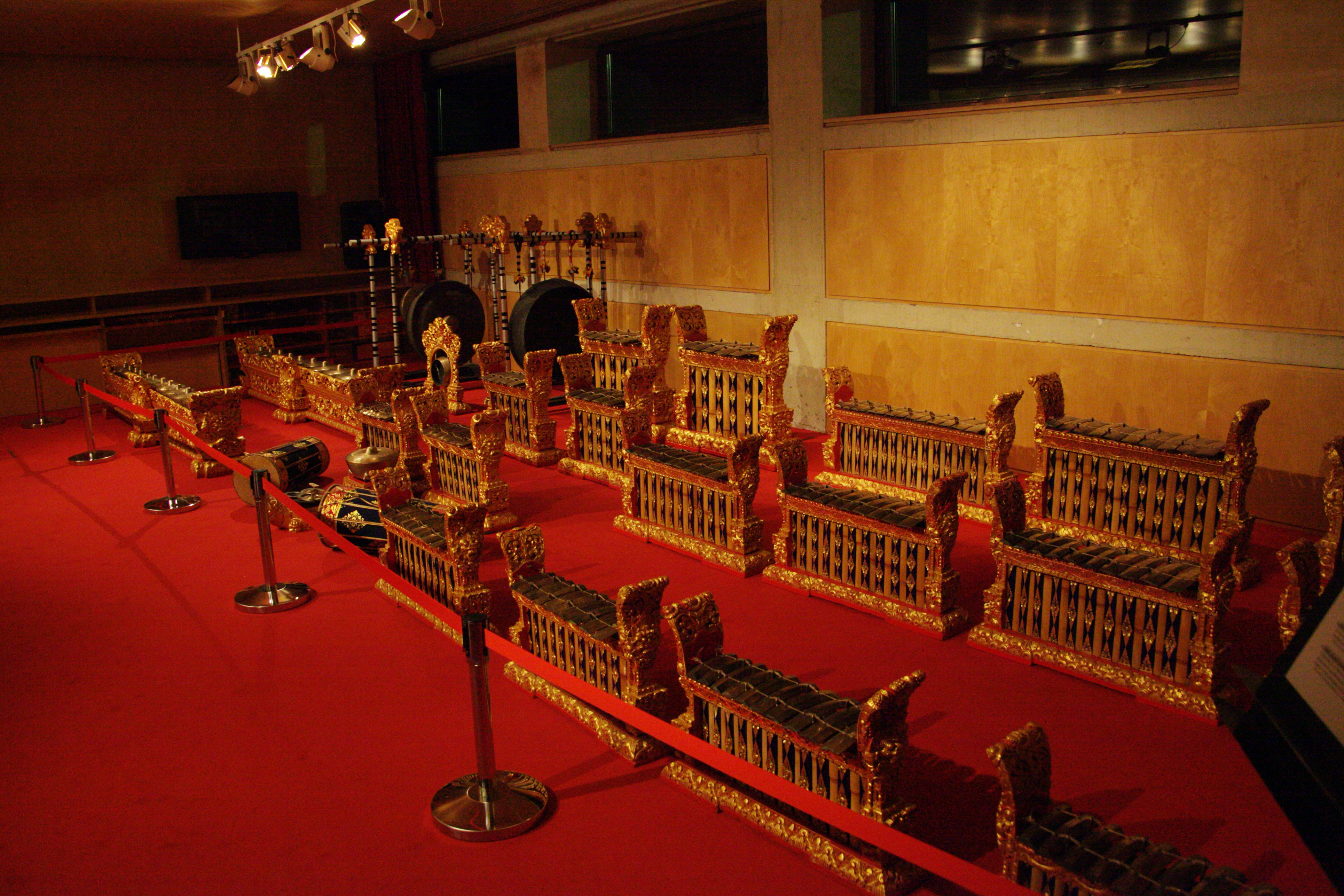
Gamelan del Museu de la Música

### Gamelan balinès
- Tenzer, Michael. Balinese Music.  Berkeley: Periplus. ISBN 0-945971-30-3.
- Tenzer, Michael. Gamelan Gong Kebyar: The Art of Twentieth-Century Balinese Music.  Chicago: Chicago University Press, 2000. ISBN 0226792811.
- McPhee, Colin. Music in Bali: a study in form and instrumental organization in Balinese orchestral music.  New Haven, CT: Yale University Press, 1966. ISBN 0-306-70778-0.
- Gold, Lisa. Music in Bali: Experiencing Music, Expressing Culture.  Oxford: Oxford University Press, 2005. ISBN 0-19-514149-0.

### Gamelan javanès
- Kunst, Jaap. Music in Java: History Its Theory and Its Technique. vol. 1.  The Hague: Martinus Nijhoff, 1949. ISBN 90-247-1520-2.
- Kunst, Jaap. Music in Java: History Its Theory and Its Technique. vol. 2.  The Hague: Martinus Nijhoff, 1973. ISBN 90-247-1519-9.
- Sumarsam. Gamelan: Cultural Interaction and Musical Development in Central Java.  Chicago: University of Chicago Press, 1995. ISBN 0-226-78010-4.
- Pickvance, Richard. A Gamelan Manual: A Player's Guide to the Central Javanese Gamelan.  Londres: Jaman Mas, 2005. ISBN 0-9550295-0-3.
- Brinner, Benjamin. Music in Central Java: Experiencing Music, Expressing Culture.  Nova York: Oxford University Press, 2007. ISBN 0-19-514737-5.
- Sumarsam. Javanese Gamelan & the West.  Rochester, NY: University of Rochester Press, 2013. ISBN 1-58046-799-7.